# Wolo (klan)
Wolo är en klan i Liberia. Den ligger i regionen Grand Kru County, i den sydöstra delen av landet, 290 km sydost om huvudstaden Monrovia.